# Royal Arctic Line
Die Royal Arctic Line ist eine 1992 gegründete Reederei in Grönland mit Sitz in Nuuk. Sie gehört der grönländischen Regierung und beschäftigt ca. 800 Mitarbeiter.

## Geschichte
Für die grönländische Frachtschifffahrt war in Kolonialzeiten Den Kongelige Grønlandske Handel (KGH) zuständig. Dabei blieb es auch nach der Dekolonisierung 1953. 1985/86 wurde das Unternehmen von der grönländischen Regierung übernommen und in KNI umbenannt. 1992 wurde gesetzlich beschlossen, KNI in kleinere Tochterunternehmen aufzuteilen, wodurch Pilersuisoq für den Einzelhandel in Dörfern, Pisiffik für den Einzelhandel in Städten und die Reederei Royal Arctic Line gegründet wurden, welche am 1. Januar 1993 ihren Betrieb aufnahmen.
Das Staatsunternehmen hat das Monopol auf die grönländische Frachtschifffahrt. Mit ihren Schiffen betreibt sie einen Container-Liniendienst zwischen Grönland und Dänemark. Darüber hinaus verwaltet RAL 13 grönländische Häfen und steht für den Frachttransport innerhalb Grönlands.
2006 wurde die Tochtergesellschaft Arctic Umiaq Line gegründet, die seither für den Personentransport in der grönländischen Küstenschifffahrt zuständig ist.
Ab 1972 war Aalborg der dänische Basishafen für die grönländische Frachtschifffahrt. 2017 wurde beschlossen, in Zukunft den Hafen in Aarhus zu nutzen. Am 22. Juni 2022 verließ das letzte Schiff nach Grönland den Hafen in Aalborg.

## Flotte

### Aktuelle Flotte
| Schiff           | IMO-Nummer | Typ         | Baujahr | im Dienst | Bild |
| ---------------- | ---------- | ----------- | ------- | --------- | ---- |
| Irena Arctica    | 9100255    | Ozeanschiff | 1994    | seit 1994 |      |
| Ivalo Arctica    | 9618147    | Dorfschiff  | 2013    | seit 2016 |      |
| Minik Arctica    | 9618159    | Dorfschiff  | 2013    | seit 2016 |      |
| Malik Arctica    | 9618135    | Ozeanschiff | 2017    | seit 2017 |      |
| Tukuma Arctica   | 9822865    | Ozeanschiff | 2020    | seit 2020 |      |
| Nanoq Arctica    | 9618161    | Ozeanschiff | 2020    | seit 2020 |      |
| Siuana Arctica   | 9854636    | Dorfschiff  | 2020    | seit 2020 |      |
| Maleraq Arctica  | 9854648    | Dorfschiff  | 2021    | seit 2021 |      |
| Arpaarti Arctica | 9881419    | Dorfschiff  | 2022    | seit 2022 |      |
| Tilioq Arctica   | 9881421    | Dorfschiff  | 2022    | seit 2022 |      |

### Ehemalige Schiffe
| Schiff                                   | IMO-Nummer | Typ         | Baujahr | im Dienst | Verbleib                                                                           | Bild |
| ---------------------------------------- | ---------- | ----------- | ------- | --------- | ---------------------------------------------------------------------------------- | ---- |
| Kista Arctica (bis 1993: Nungu Ittuk)    | 7226263    | Ozeanschiff | 1972    | 1993–2004 | 2004 verkauft, 2009 verschrottet                                                   |      |
| Tinka Arctica (bis 1993: Nivi Ittuk)     | 7319228    | Ozeanschiff | 1973    | 1993–1996 | 1996 verkauft, Namensänderung zu Pico Castelo, 2002 verschrottet                   |      |
| Makka Arctica (bis 1993: Magnus Jensen)  | 7726744    | Ozeanschiff | 1978    | 1993–1995 | 1995 verkauft, Namensänderung zu Snow Bird, 2011 verschrottet                      |      |
| Malla Arctica (bis 1993: Johan Petersen) | 7726756    | Ozeanschiff | 1979    | 1993–1995 | 1995 verkauft, Namensänderung zu Janet 1, später Jersey Express, 2005 verschrottet |      |
| Arina Arctica (bis 1993: Nuka Ittuk)     | 8131180    | Ozeanschiff | 1984    | 1993–2017 | 2017 verschrottet                                                                  |      |
| Naja Arctica                             | 9100229    | Ozeanschiff | 1994    | 1994–2020 | 2020 aufgelegt, 2021 verschrottet                                                  |      |
| Nuka Arctica                             | 9100231    | Ozeanschiff | 1995    | 1995–2020 | 2020 aufgelegt, 2021 verschrottet                                                  |      |
| Mary Arctica                             | 9311878    | Ozeanschiff | 2004    | 2005–2023 | 2023 verkauft, Namensänderung in Silver Mary, anschließend bis 2028 ausgeliehen    |      |
| Johanna Kristina                         | 5031717    | Dorfschiff  | 1960    | 1998–2018 | 2018 verschrottet                                                                  |      |
| Hvalfisken                               | 7346831    | Dorfschiff  | 1973    | 1998–2001 | 2001 verkauft, Verbleib unbekannt                                                  |      |
| Anders Olsen                             | 7621425    | Dorfschiff  | 1976    | 1998–?    | Verbleib unbekannt                                                                 |      |
| Pajuttaat                                | 7724540    | Dorfschiff  | 1979    | 1998–2021 | seit 2021 aufgelegt                                                                |      |
| Anguteq Ittuk                            | 8208749    | Dorfschiff  | 1983    | 1998–2022 | seit 2022 aufgelegt                                                                |      |
| Aqqaluk Ittuk                            | 8208725    | Dorfschiff  | 1983    | 1998–2021 | seit 2021 aufgelegt                                                                |      |
| Angaju Ittuk                             | 8208737    | Dorfschiff  | 1984    | 1998–2021 | seit 2021 aufgelegt                                                                |      |
| Aqipi Ittuk                              | 8502286    | Tankschiff  | 1986    | 1998–2006 | 2006 verkauft, Namensänderung in Haltbakk Bunker, noch aktiv                       |      |

## Tochtergesellschaften
Royal Arctic Line hat folgende Tochtergesellschaften:
- Arctic Umiaq Line A/S (100 %), seit 2006
- Mar de Markina S.L. (100 %), seit 2021
- Mar de Figueiro S.L. (100 %), seit 2021

## Leitung
Quelle:

### Direktoren
- 1992–1995: Jan Cilius Nielsen
- 1995–2001: Karsten Stock Andresen
- 2001–2015: Jens Andersen
- seit 2015: Verner Hammeken

### Aufsichtsratsvorsitzende
- 1992–1995: Peter Weitemeyer
- 1995: Karsten Krower Laursen
- 1995–2006: Jørgen A. Høy
- 2006–2007: Jette Larsen
- 2007–2014: Martha Labansen
- 2014–2018: Kuno Fencker
- 2018–2022: Ulrik Blidorf
- seit 2022: Paaviaaraq Heilmann